# Mount Steele
Mount Steele – szczyt górski w Ameryce Północnej w Górach Świętego Eliasza o wysokości 5073 m n.p.m. Położony w kanadyjskim terytorium Jukon, jest piątym co do wysokości szczytem w Kanadzie i dziesiątym w całej Ameryce Północnej.